# Marketing de interrupción
El marketing de interrupción  es un término peyorativo que se refiere a la promoción de un producto a través de continuas publicidad, promociones, relaciones públicas y ventas.  Se considera que es una versión molesta de la forma tradicional de hacer marketing en el cual, las empresas se centran en la búsqueda de clientes a través de publicidad. Confusamente, el outbound marketing se utiliza a veces como una etiqueta para el marketing de interrupción. Esto da lugar a una ambigüedad, porque en el pasado el término tenía un significado diferente, es decir, que la información sobre la capacidad del producto terminado fluía a prospectivo de los clientes que tienen una necesidad de ella, es decir, la comunicación de marketing benigna y comercialización de productos.) 

## Tipos de marketing de interrupción
El marketing de interrupción puede ser a través de diversas técnicas, tales como:
- Telemarketing: Acto de promoción de un producto o servicio a través del teléfono[4]
- La publicidad impresa: Promocionar un producto a través de los periódicos o revistas
- Correo Directo: Circulares promocionales enviados directamente por correo[5]
- E-mail spam: Los mensajes electrónicos enviados a grandes listas de correo[6]
- Anuncios de TV / radio: Promoción de un producto a través de la televisión y la radio[7]

## Utilidad delmarketingde interrupción
La utilidad de la comercialización de interrupción de un negocio depende de lo que la empresa desea alcanzar. Si la empresa tiene fondos suficientes para invertir en una campaña publicitaria y  la dirección desea tener resultados rápidos, entonces la comercialización de interrupción puede ser más apropiada. La mayoría de las empresas dependen de la comercialización de interrupción de llevar en sus ganancias. Site Pro News ha afirmado que la principal diferencia entre la autorización y comercialización de interrupción es que la comercialización de interrupción da resultados rápidos y permite una manera más científica para medir las ventas.

## Problemas con elmarketingde interrupción
Con el outbound marketing, a menudo se espera que los vendedores encuentren diferentes maneras de lidiar con los rechazos de clientes potenciales. Además, los anuncios tienen fechas de caducidad y una vez que se han alcanzado las fechas de caducidad, la campaña tendrá que volverse a iniciar. Por lo tanto, el retorno de la inversión de campañas de publicidad es mucho más baja, la mayor parte del tiempo. La comercialización de salida es a menudo considerada como una técnica mal dirigida, ya que no se puede personalizar para clientes específicos. Además, los anuncios frecuentemente interrumpen a los clientes y, como tal, pueden ser erróneamente considerados por los consumidores potenciales.

## Licencia e interrupción del marketing
Al contrario del marketing de interrupción, el marketing de licencia es mucho más fácil de ser descubierta por los clientes. Los principales componentes del marketing de licencia incluyen contenidos, optimización de motores de búsqueda y redes sociales. Con el marketing de licencia, incentiva a la empresa a construir una relación a largo plazo con los clientes que puede ser beneficioso en el largo plazo. También la comercialización de entrada permite un tráfico más específico en los sitios web que aumenta las tasas de conversión. De hecho, con la tecnología, la comercialización del permiso se considera a menudo ser más eficaz y menos costosa. Según Brian Halligan, CEO y fundador de HubSpot, las técnicas de marketing de interrupción son cada vez menos eficaces. Él ha declarado que:

Su actual promedio humano es inundado con más de 2.000 interrupciones de marketing por día y es averiguar más y más maneras creativas de bloquearlos, incluida la identificación de llamadas, filtrado de spam, TiVo y radio por satélite Sirius. En segundo lugar, el costo de la coordinación en torno al aprendizaje de algo nuevo o la compra de algo nuevo, el uso de Internet (buscadores, blogs y sitios de medios sociales) es ahora mucho menor que ir a un seminario en el Marriott o volar a una feria comercial en Las Vegas.
Brian Halligan, HubSpot

Sin embargo, la mayoría de la gente está más acostumbrada a la interrupción de marketing y esto a menudo resulta en empresas que gastan más de sus presupuestos de marketing en la comercialización de salida. Para poder obtener ventajas adicionales, algunas compañías están combinando el marketing entrante y saliente  que hacen uso de múltiples canales para llegar a un público más amplio.